# Ліхтенштейн на літніх Олімпійських іграх 1984
Ліхтенштейн брав участь у Літніх Олімпійських іграх 1984 року в Лос-Анджелесі (США), але не завоював жодної медалі. Князівство представляли 7 спортсменів у 3 видах спорту: дзюдо, легкій атлетиці та стрільбі.

## Результати змагань

### Дзюдо
Чоловіки
- Магнус Бюхель

- Фінальний результат — 86 кг (→ 7-е місце)

- Йоганнес Вольвенд

- Фінальний результат — 71 кг (→ 9-е місце)

### Атлетика
Чоловіки — біг на 100 метрів
- Маркус Бюхель

- Час — 10,98 (→ не пройшов далі)

Чоловіки — біг на 200 метрів
- Маркус Бюхель

- Час — 22,14 (→ завершив виступ)

Жінки — біг на 1500 метрів
- Гелен Ріттер

- Час — 4:19.39 (→ не пройшла далі)

Жінки — біг на 3000 метрів
- Гелен Ріттер

- Час — не стартувала (→ завершила виступ)

Жінки — семиборство
- Мануела Марксер

- Фінальний результат — 4913 очок (→ 20-е місце)

### Стрільба
Чоловіки
- Ремо Зеле
- Тео Чурте